# Aeschenplatz
Der Aeschenplatz liegt im Zentrum der Schweizer Stadt Basel. Der Aeschenplatz ist einer der wichtigsten Verkehrsknotenpunkte in der Stadt. Hier laufen regulär sieben verschiedene Strassenbahnen zusammen. Zudem haben am Aeschenplatz viele Banken und Versicherungen ihre Niederlassungen.

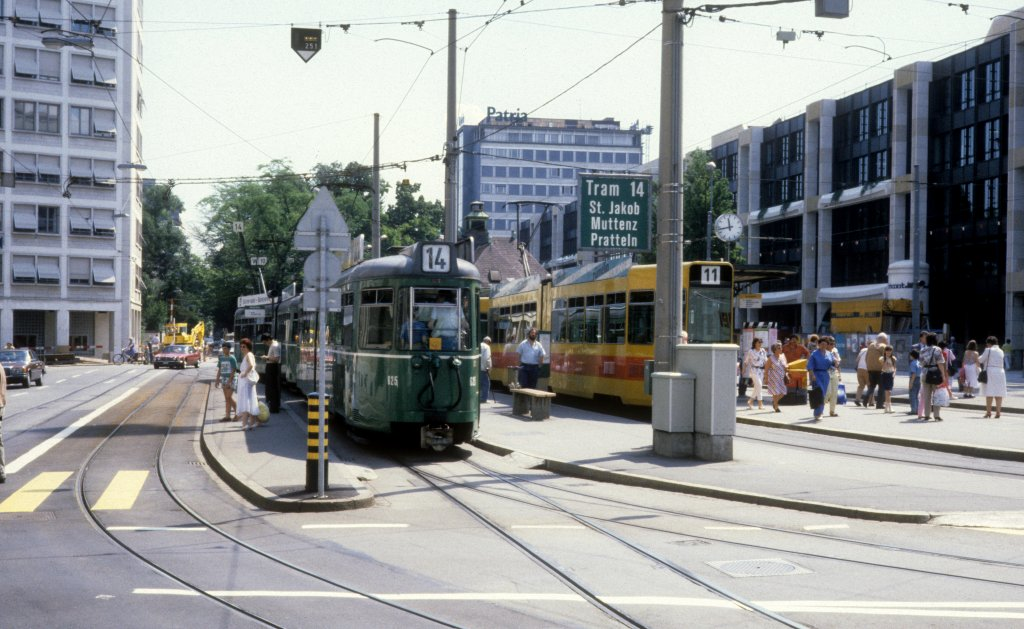
Trams der BVB und der BLT auf dem Aeschenplatz (1987)

## Lage
Der Aeschenplatz liegt zwischen Hauptbahnhof und Rhein. Er trennt den Aeschengraben und die St. Alban-Anlage, eine Achse, die vom Basler Hauptbahnhof nach Nordosten verläuft. Auf dem Platz münden die St. Jakobs-Strasse, die Malzgasse, das Brunngässlein, die Dufourstrasse und die Aeschenvorstadt.

## Geschichte
Beim Bau der Stadtmauer im 14. Jahrhundert wurde an der Stelle des heutigen Platzes ein Wehrtor mit quadratischem Grundriss errichtet. Bis zum Beginn des 19. Jahrhunderts war es eines von zwei Toren der Stadt, das auch in Kriegszeiten offen gehalten wurde.
1858 beschloss die Stadt, auf dem Aeschenplatz den Centralbahnhof zu bauen. Man riss das Zollhaus und den Turm ab und liess nur das Stadttor stehen. Doch drei Jahre später musste auch das Aeschentor weichen, da es sich zum Nadelöhr im städtischen Verkehr entwickelt hatte. Der Bahnhof wurde dann allerdings einige hundert Meter weiter westlich gebaut.
1895 wurde der Platz durch ein elektrisches Tram erschlossen. Der Bau des 31 Meter hohen Turmhauses Ende der 1920er Jahre löste in Basel eine Debatte über den Hochhausbau in der Stadt aus.
In den folgenden Jahren wurde der Aeschenplatz zu einem der Verkehrsknotenpunkte der Stadt. In den 1950er Jahren wurde darüber nachgedacht, den Verkehr über den Aeschenplatz in zwei Ebenen zu leiten: Das Tram sollte in den Untergrund verlegt werden. Doch die Pläne wurden verworfen.
Am 24. April 1947 kam es auf dem Aeschenplatz zum bisher schwersten Tramunfall in der Basler Geschichte. Vom Bahnhof her kommend fuhr ein Tram ungebremst in eine Kurve im Haltestellenbereich. Der Motorwagen kollidierte mit einem entgegenkommenden Tram und kippte dessen Anhänger aus den Schienen. Der zweite Anhänger des Unfallzugs entgleiste, schlitterte quer über die Haltestelle und rammte einen wartenden Zug. Der Unfall forderte sechs Menschenleben.

## Nutzung

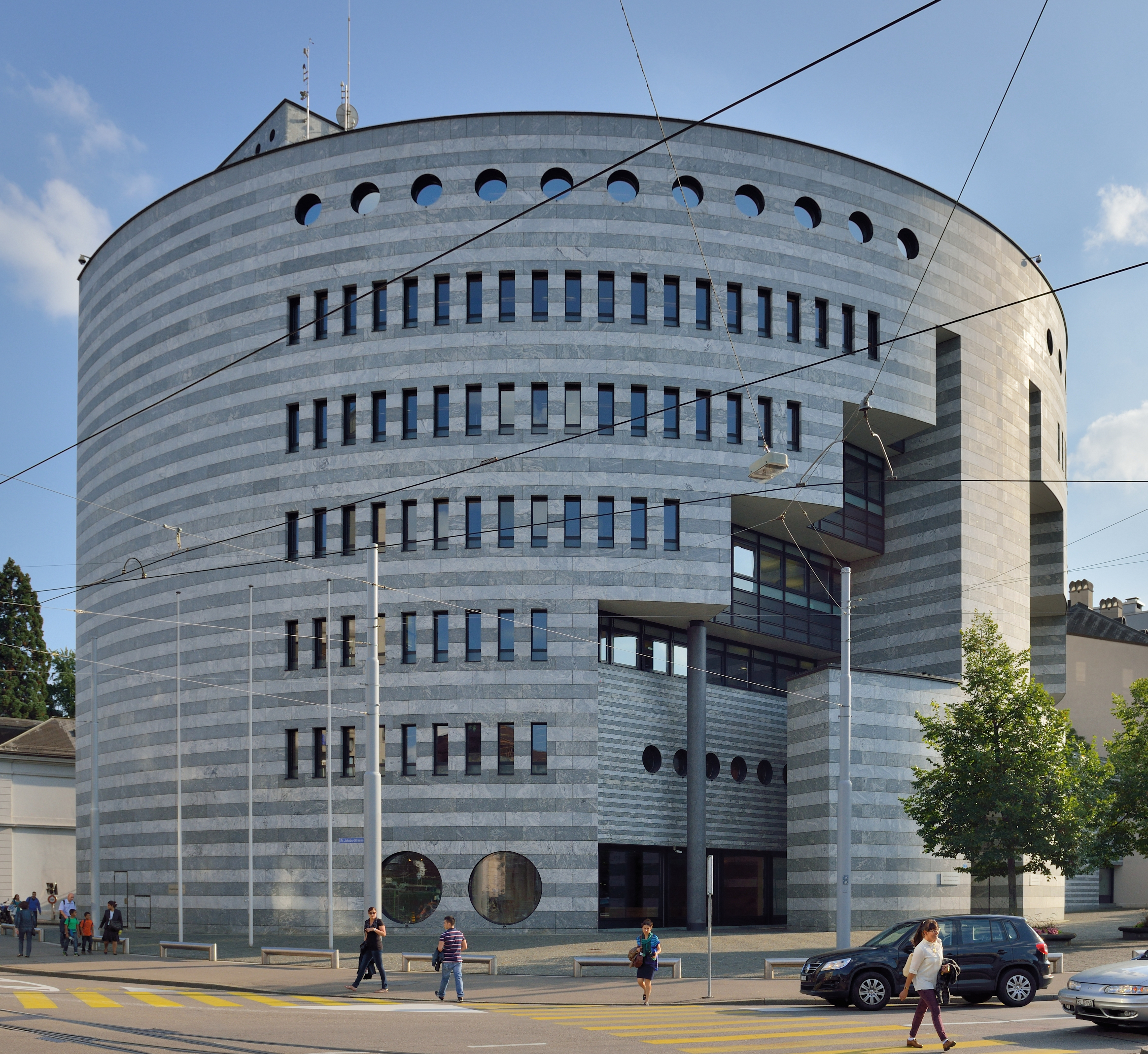
Zweitgebäude der Bank für Internationalen Zahlungsausgleich von Mario Botta (1995)

Heute ist der Aeschenplatz einer der wichtigsten Verkehrsknotenpunkte in Basel. Auf dem Platz befindet sich eine grosse Haltestelle des Basler Trams. Hier halten die Linien 3, 8, 14, 15 der Basler Verkehrsbetriebe und die Linien 10, 11 und E11 der Baselland Transport AG. Ausserdem halten hier auch einige Buslinien und über den Platz wird auch der Autoverkehr geleitet.
Im Zentrum des Platzes befindet sich ein Kiosk, ein weiterer liegt am östlichen Ende des Platzes. Markantestes Gebäude ist ein von Mario Botta entworfenes, halbrundes Gebäude. Dieses diente ursprünglich als Sitz der UBS und wurde von der Bank für Internationalen Zahlungsausgleich als zweites Gebäude neben dem BIZ-Turm übernommen. Am nordöstlichen Rand des Platzes liegt das moderne Pax-Gebäude der Pax Lebensversicherungs-Gesellschaft sowie das klassizistische Gebäude der Basler Zeitung. Ausserdem hat die Bank Cler hier ihren Hauptsitz.
Das kleine Tramhäuschen vor dem Hauptgebäude der Migros Bank wurde 1991 eingeweiht und ist ein Geschenk der Bank.